# Beizhouzhuang (köpinghuvudort i Kina, Shanxi Sheng, lat 39,60, long 112,82)
Beizhouzhuang är en köpinghuvudort i Kina. Den ligger i provinsen Shanxi, i den norra delen av landet, omkring 190 kilometer norr om provinshuvudstaden Taiyuan. Antalet invånare är 21 667. Befolkningen består av 9 263 kvinnor och 12 404 män. Barn under 15 år utgör 15,0 %, vuxna 15-64 år 75 %, och äldre över 65 år 8,0 %.
Runt Beizhouzhuang är det ganska tätbefolkat, med 139 invånare per kvadratkilometer. Närmaste större samhälle är Daiyue, 8,6 km söder om Beizhouzhuang. Trakten runt Beizhouzhuang består i huvudsak av gräsmarker.
Genomsnittlig årsnederbörd är 632 millimeter. Den regnigaste månaden är juli, med i genomsnitt 177 mm nederbörd, och den torraste är december, med 3 mm nederbörd.